# Euphorbia baylissii
Euphorbia baylissii är en törelväxtart som beskrevs av Leslie Larry Charles Leach. Euphorbia baylissii ingår i släktet törlar, och familjen törelväxter. Inga underarter finns listade i Catalogue of Life.